# Viva La Dirt League
Viva La Dirt League o VLDL è un gruppo di YouTuber professionisti neozelandesi, realizzatori di sketch comici a tema principalmente videoludico. I membri fondatori sono Rowan Bettjeman, Alan Morrison e Adam King, ma le loro produzioni hanno avuto apparizioni non sporadiche di altri membri del cast come Britt Scott Clark, Ben Van Lier ed Ellie Harwood.
Il loro canale YouTube conta oltre 7,1 milioni di iscritti e oltre 4,8 miliardi di visualizzazioni. Il gruppo è inoltre attivo anche sulla piattaforma cinese Bilibili. Su questa piattaforma sono caricati i contenuti inseriti su YouTube, ma sono tradotti dall'inglese al cinese sia i sottotitoli sia tutti gli elementi testuali negli sketch.

## Storia
Prima di formare VLDL, il cortometraggio di Bettjeman e Morrison, Beached, è stato selezionato per essere proiettato al Festival Internazionale del Film della Nuova Zelanda nel 2010. Il primo video realizzato sotto al nome di VLDL è stato pubblicato il 23 novembre del 2011. Nel 2020 il gruppo ha ricevuto una nomination agli Streamy Awards.

## Webserie

### Bored

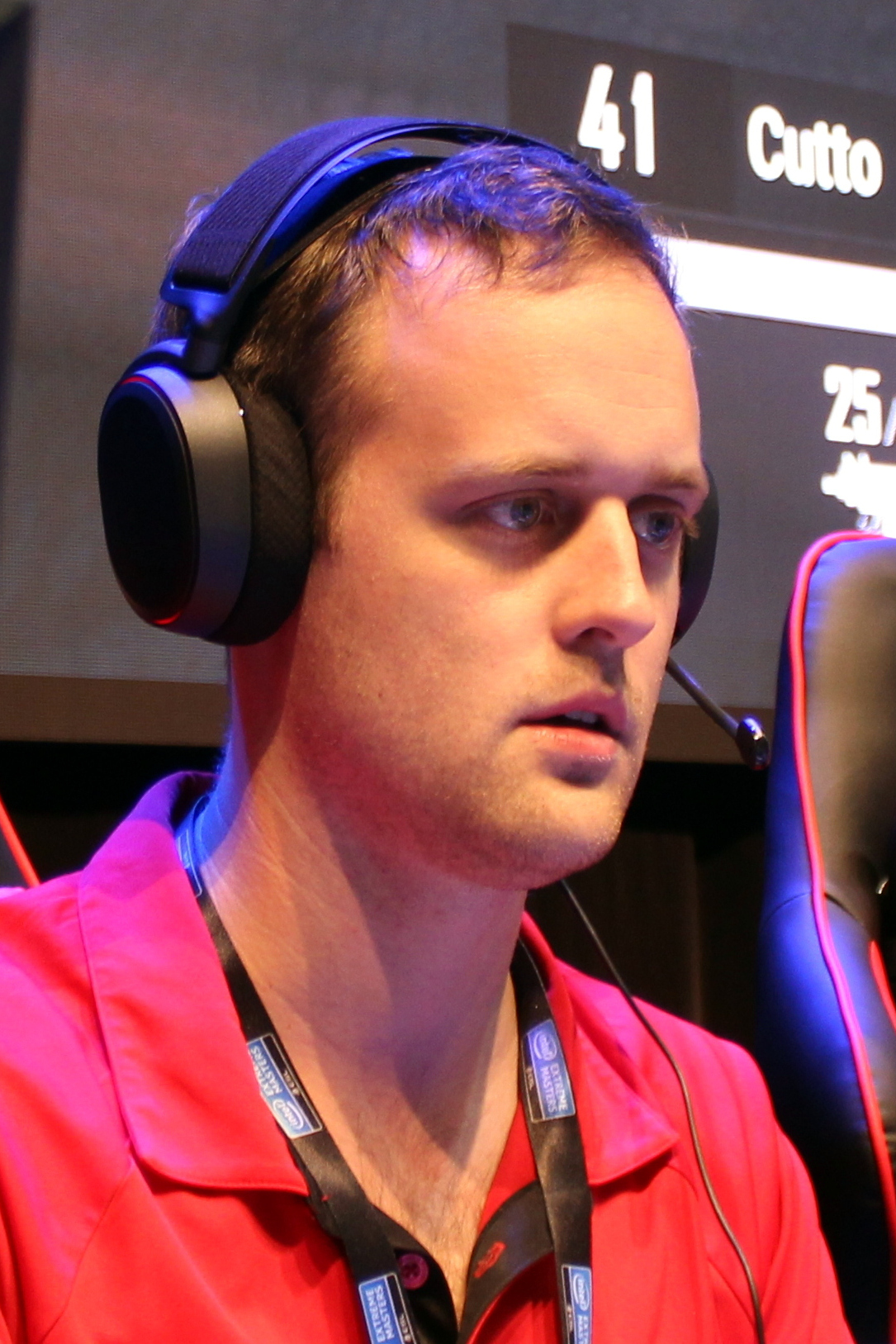
Alan Morrison, è uno dei commessi di Techtown

Bored è di fatto la prima serie di sketch, ambientati all'interno di un negozio di elettronica e articoli per informatica della catena Playtech. è con Bored che Adam si unisce al gruppo, diventando, assieme a Rowan e Alan, protagonista della serie, alla quale si aggiunge, in veste di personaggio principale, la presentatrice vincitrice del New Zealand Radio Award, Ellie Harwood. Fra i personaggi ricorrenti ci sono Ben Van Lier che interpreta la parte del cliente fastidioso e manipolatore, e Hamish Parkinson che invece ha la parte del cliente remissivo.
A partire dal 2023, gli episodi vengono girati nei nuovi Viva La Dirt League studio, e il nome del negozio è stato cambiato in Techtown.

### Epic NPC Man

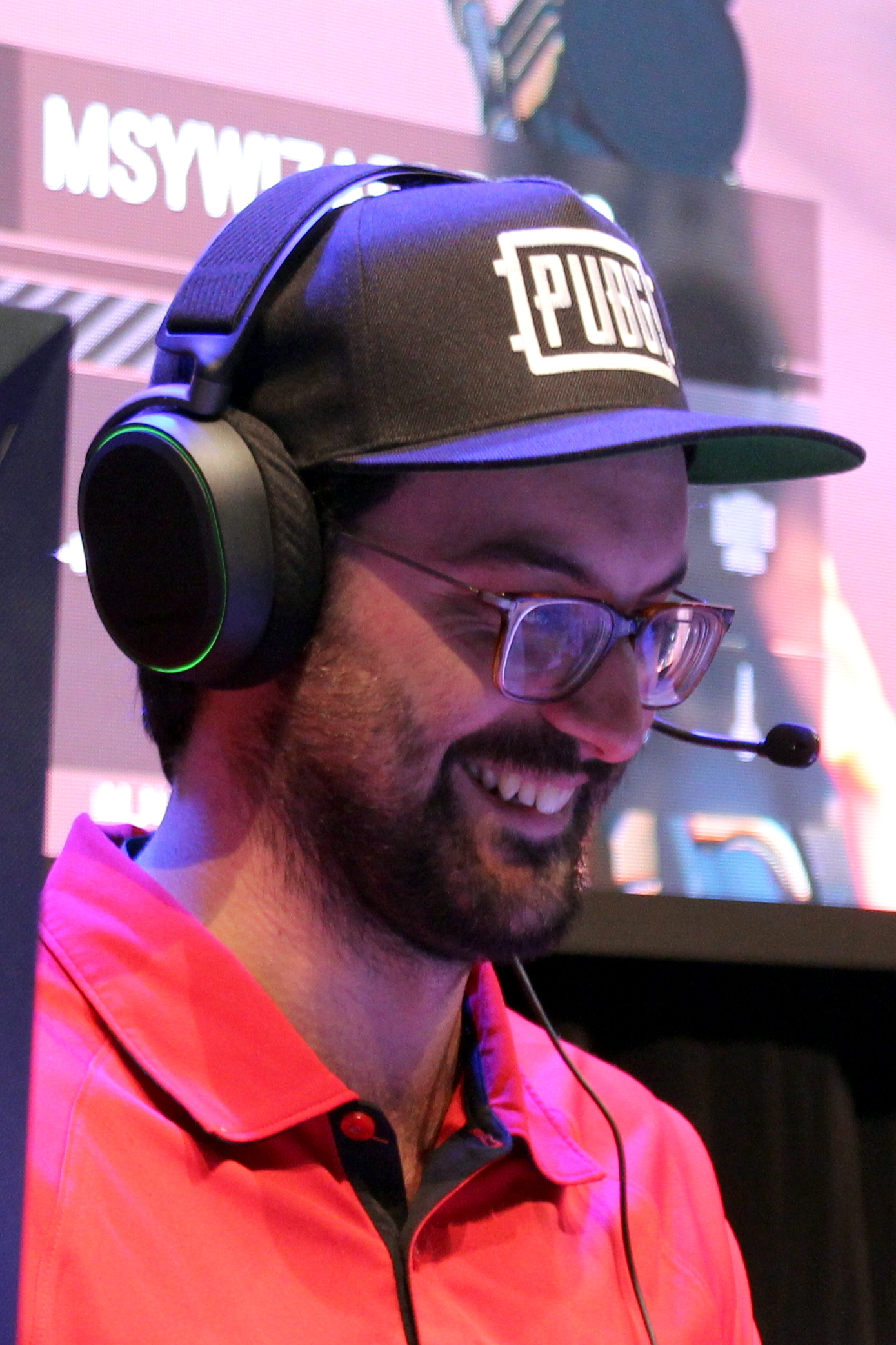
Adam King, è Baradun l'arcimago

Epic NPC Man è un'altra serie ambientata in un mondo MMORPG, dal nome di Azerim (il finto videogioco si chiama invece Skycraft), in cui vengono esplorate le avventure di giocatori di ruolo e personaggi non giocanti (NPC). I nomi del mondo e del videogioco sono riferimenti a World of Warcraft (dove c'è il mondo di Azeroth) e a Elder Scrolls V, col suo mondo di Skyrim. Molte scene sono state girate all'Howick Historical Village. La località principale del gioco in cui sono localizzati la maggior parte degli sketch è il classico villaggio di partenza, Honeywood, con caratteri pseudo-medievali, in cui si trovano diversi personaggi non giocanti (in inglese NPC), dalla cui prospettiva viene narrata la storia: il commerciante Greg; il fabbro Bodger; l'arcimago del Tempio di Kalabor, Baradun; il pescatore Baelin; ma anche i predoni, e le guardie del Regno. Spesso questi personaggi hanno frasi ricorrenti: nel caso delle guardie "“For the peace of the kingdom! For the King!” (in italiano "per la pace del regno" Per il Re!"), nel caso di Baelin  “Morning! Nice day for fishing, ain't it? Hua hah!” (in italiano "Buongiorno, un bel giorno per pescare, vero?", unica frase che è in grado di formulare), e così via. Oltre a questi, compaiono spesso altri personaggi che arricchiscono la storia e l'ambientazione (come orchi, goblin e troll), insieme agli avventurieri, ovvero gli avatar dei giocatori umani che svolgono le missioni (quest) per progredire nel gioco.
La serie è stata ritenuta da studiosi di media un esempio di capacità di tradurre il mondo dei videogiochi fantasy sui social media e un esempio dell'inglobamento da parte di questi nuovi media dei linguaggi relativi ad altri ambiti più tradizionali.  Nella serie vengono rappresentate tipiche situazioni esistenti nei videogiochi da cui prende ispirazione, primo fra tutti World of Warcraft, ma talvolta anche meme di internet. Questi riferimenti sono dati per scontati, il pubblico di riferimento sono infatti gli stessi videogiocatori. La serie infatti rappresenta sia un proprio mondo fantasy, sia un mondo fantasy di un videogioco, ossia una rappresentazione di una rappresentazione, in cui anche gli stessi NPC hanno vari livelli di autocoscienza. Negli sketch l'effetto comico è ottenuto proprio considerando il mondo tipico del videogioco come se fosse reale, ottenendo così effetti paradossali tramite la messa in scena di cose come i limiti nei dialoghi dei personaggi, la ripetitività delle situazioni, i movimenti "inelastici" e grotteschi tipici degli NPC, i comportamenti dei giocatori (come lo "skip" dei dialoghi degli NPC o l'uccisione di persone a caso) ma anche glitch e bug. In particolare questo effetto viene spesso ottenuto tramite Greg, rappresentato (al contrario degli altri NPC) in maniera naturalistica come se fosse una persona, che non comprende le intrusioni nel suo mondo provenienti dal mondo reale della programmazione, mostrate dalla prospettiva dell'NPC come eventi terrificanti ed è disgustato dal comportamento dei giocatori. Secondo Williamson viene così evidenziata la fragilità del mondo fantasy minacciato costantemente da quello reale. Il modo in cui i giocatori vengono fatti interagire tramite i propri avatar è invece stato descritto come maggiormente vicino al modo di comunicare esistente sui social media. Nello spettacolo sono state espresse anche prese di posizione relative a temi sociali relative al mondo dei videogiochi, come il sessismo presente nella cultura del gaming (sia nel comportamento di alcuni giocatori, ma anche nella programmazione del gioco, come la sessualizzazione dei personaggi femminili), alcune dinamiche relative al sistema economico dei videogiochi (come i micropagamenti), ma vi è anche secondo Zarzycka l'affermazione della cultura dei videogiochi contro gli stereotipi che vedono quel mondo come socialmente inadeguato.

### Baelin's Route: An Epic NPC Man Adventure

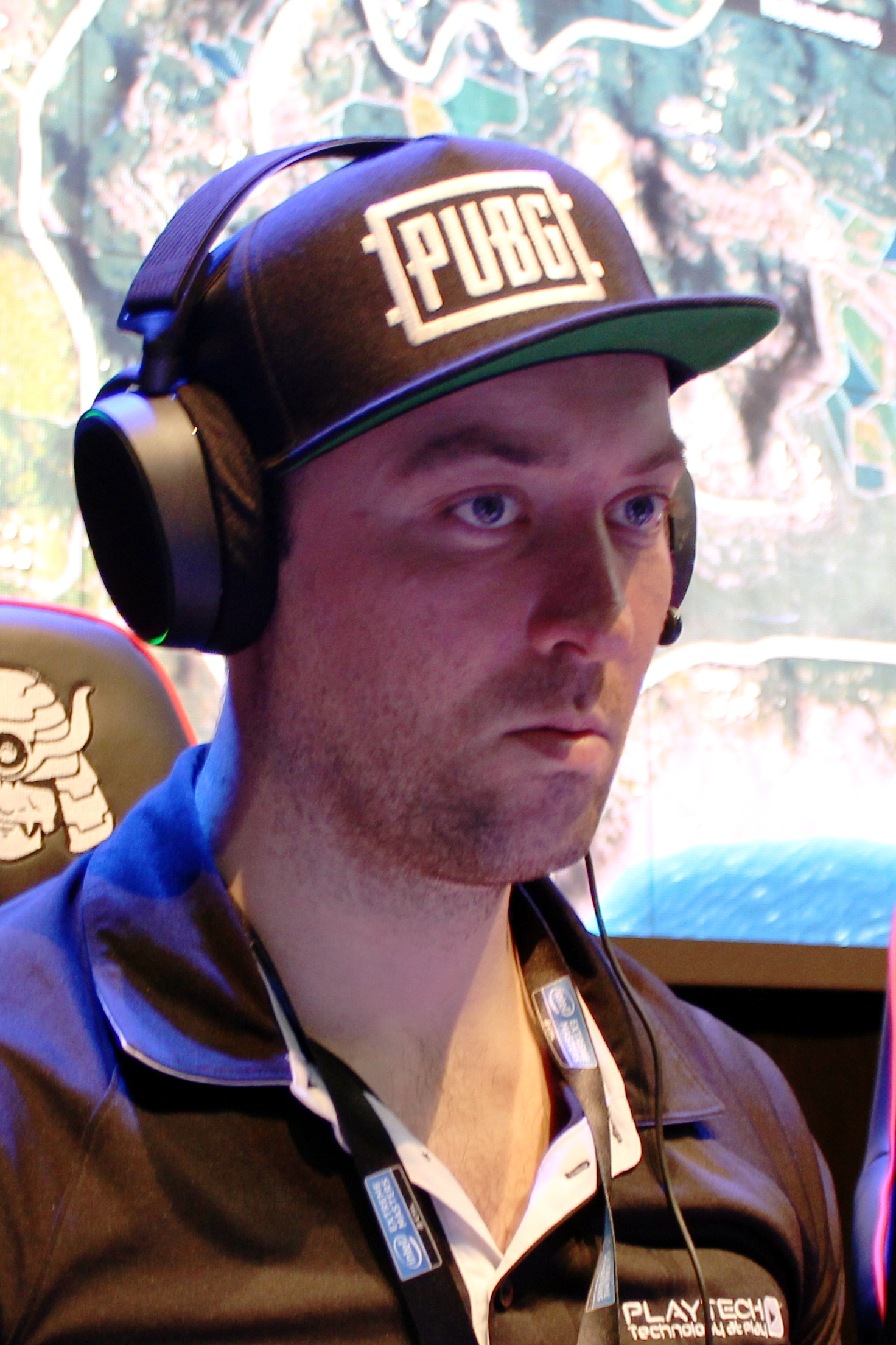
Rowan Bettjeman, interpreta Baelin il pescatore

Nel 2020, il gruppo ha finanziato con modalità crowdfunding (660000 NZ$, ovvero circa 390000 €) tramite kickstarter un cortometraggio ambientato nell'universo di Epic NPC Man . Baelin's Route: An Epic NPC Man Adventure, presentato in anteprima su YouTube il 9 maggio 2021. Il film, scritto da Morrison e diretto da Morrison e King, con Bettjeman nei panni del protagonista, ha avuto oltre 900.000 visualizzazioni entro 24 ore dalla sua uscita, raggiungendo all'autunno 2024 6 milioni di visualizzazioni.
Il protagonista del film è Baelin, il pescatore di Honeywood, rappresentato inizialmente come il personaggio della serie Epic NPC (i cui personaggi principali compaiono nella serie), ma la cui regolarità viene interrotta e stravolta da un giocatore umano, diventando rapidamente un eroe riluttante. In Baelin's Route il mondo rappresentato non è più solo quello di un videogioco, ma un mondo fantasy in cui un NPC può sentire la responsabilità morale di salvare una ragazza e allontanarsi dal ruolo assegnatogli dal codice di programmazione (pur mantenendone alcuni elementi, come il fatto di ripetere sempre e solo la stessa frase, ma che cambia significato attraverso modifiche del tono e del modo in cui viene pronunciata). Allo stesso tempo continuano a esserci continui riferimenti al mondo videoludico, specialmente nel comportamento del giocatore, i cui dialoghi hanno continui riferimenti a dinamiche del gioco, come la possibilità di teletrasportarsi, l'ottenimento di punti esperienza, e così via. Vengono inoltre accentuati i caratteri minacciosi del comportamento dei giocatori di Epic NPC, trasformando il personaggio del giocatore nell'antagonista della storia.

### Logic
PUBG Logic, Red Dead Logic, Apex Logic, Tarkov Logic, FPS Logic e Souls Logic sono tutte serie di video che prendono spunto da particolare videogame, rispettivamente PlayerUnknown's Battlegrounds, Red Dead Redempion, Apex Legends, Escape from Tarkov, gli sparatutto e i Dark Souls su cui basare degli sketch ironici .
I personaggi non sono altro che gli avatar dei giocatori che si trovano ad affrontare tipiche situazioni di gioco, e la trama si concentra sui bug e le limitazioni del gameplay.
L'uso dell'universo PUBG è stato approvato dai creatori del gioco e, grazie alla popolarità del gioco e ai loro sketch, hanno partecipato a convegni di gioco (Armaggeddon) e tornei (League of Legends Pro League) per promuovere questi personaggi.

### Altri contenuti
Tra gli altri contenuti vi sono ad esempio caricature di The Last of Us, una serie televisiva tratta da un videogioco, in cui vengono immaginate possibili finali alternativi attraverso l'uso del dialogo invece che dei metodi violenti. Un'altra serie di caricature è stata fatta relativamente al videogioco The Witcher.